# Deutsche Montierung

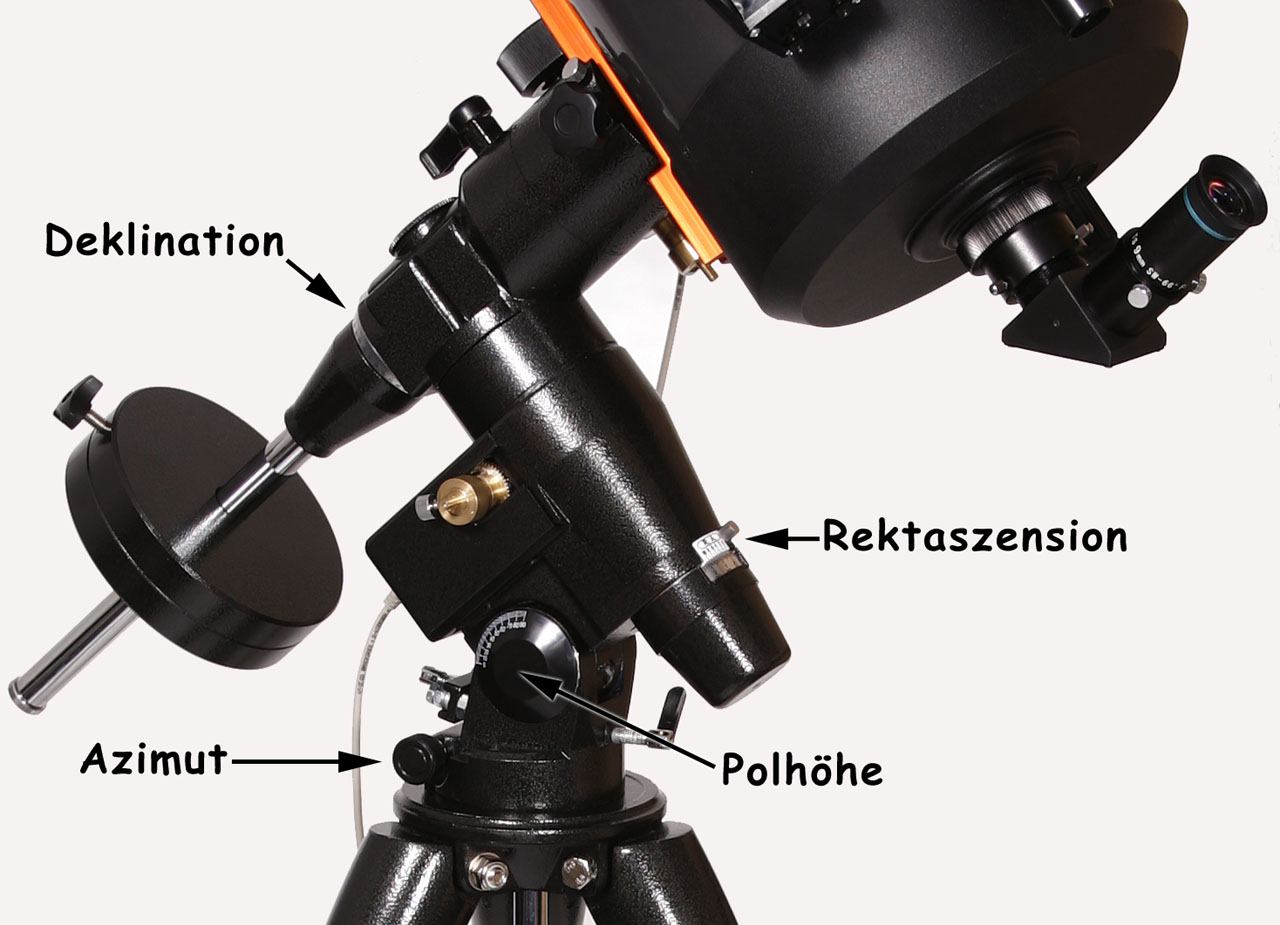
Die Einstellmöglichkeiten an einer Montierung

Achsen der Montierung eines Teleskops (Schema)
A, H, R, D: Achse für Azimut-, Höhen-, Rektaszensions-, Deklinations-Einstellung

Die Deutsche Montierung ist ein Typ der parallaktischen Montierung für astronomische Fernrohre. Sie wurde von Joseph von Fraunhofer um 1820 entwickelt. In höchster Vollendung wurde sie im großen Refraktor für die Sternwarte Dorpat verwirklicht mit der Neuerung des mechanischen Antriebs der Stundenachse mittels gewichtsbetriebenem Uhrwerksantrieb mit Fliehkraft-Regulierung. Diese Ausführung war in der Praxis so erfolgreich, dass sie (abgesehen vom heutzutage elektrischen Antrieb) bis heute fast unverändert gebaut wird.
Sie besteht im Prinzip aus zwei aufeinander senkrechten Achsen, die bei modernen Montierungen mit Wälzlagern ausgestattet sind. Die Rektaszensions- bzw. Stundenachse muss genau zum Himmelspol weisen und liegt daher parallel zur Erdachse. Die zweite Achse ist die Deklinationsachse. Sie weist zum Himmelsäquator und erlaubt, das Fernrohr am Himmel in die richtige Deklination zu schwenken.
Die Stundenachse trägt ein kompaktes Achsenkreuz, in der die Deklinationsachse gelagert ist. An einem Ende der Deklinationsachse wird der Teleskoptubus befestigt, am anderen Ende befindet sich ein Gegengewicht zum Ausgleichen des Tubusgewichtes. Die Stundenachslagerung ist immer mit dem Kippmoment beider belastet, darum sollen die beiden Wälzlager der Stundenachse einen großen Abstand zueinander haben. Der Antrieb der Montierung erfolgt meistens mit Schneckenrädern und Schrittmotorsteuerungen. Die Genauigkeit, mit der die Montierung das Fernrohr einem Beobachtungsobjekt nachführen kann, hängt von der Präzision, mit der das Schneckenrad gefertigt wurde, und von seinem Durchmesser ab.
Bei handelsüblichen Montierungen für Amateurteleskope wird oft ein Polsucher-Fernrohr in die rohrförmige Stundenachse integriert.
Die Montierung hat meistens noch 2 weitere Justierachsen. Durch Drehung um die senkrechte Achse stellt man als Nullpunkt des Azimuts die Nordrichtung ein. Die horizontale Achse dient zur Anpassung an die Polhöhe (= geografische Breite des Beobachters). Beide Achsen werden nur für transportable Teleskope benötigt und sind oft eine konstruktive Schwachstelle. Auf Sternwarten und bei anderen fest aufgestellten Beobachtungsinstrumenten werden stabilere Vorrichtungen zur Justierung verwendet.

## Vor- und Nachteile der deutschen Montierung
Die deutsche Montierung eignet sich für Fernrohre mit langem wie auch kurzem Tubus. Statisch ist sie besser für mittlere geographische Breiten geeignet.
Die kompakte Ausführung erleichtert Transport und die Montage sowie den Bau stabiler Montierungen durch Amateure. 
Wie die englische Montierung  muss auch die deutsche Montierung mit einem Gegengewicht ausbalanciert werden, da der Schwerpunkt des Teleskops nicht im Schnittpunkt von Stundenachse und Deklinationsachse liegt. Das Gegengewicht macht die Montierung anfälliger für Schwingungen.
Bei langen Teleskopen kann es – abhängig von geographischer Breite des Standortes und Deklination des beobachteten Objektes – vorkommen, dass der Teleskoptubus beim Meridiandurchgang an die Montierung schlägt. Das Teleskop muss dann von der Ost- in die Westlage umgeschlagen werden. Da sich dabei das Bildfeld um 180° dreht, sind unter diesen Umständen photographische Aufnahmen über den Meridiandurchgang hinweg nicht möglich.